# Lijst van nationale parken in Albanië
Onderstaande lijst geeft een overzicht van de 15 nationale parken van Albanië met hun jaar van oprichting en oppervlakte.
| Nationaal park                                                                                        | Stichtingsjaar | Oppervlakte (km²) | Foto |
| --- | -------------- | ----------------- | ---- |
| Alpet e Shqipërisë (samenvoeging van vroegere Nationaal park Theth en Nationaal park Valbonëdal)      | 2022           | 828,44            |      |
| Bredhi i Drenovës                                                                                     | 1966           | 13,8              |      |
| Bredhi i Hotovës-Dangelli                                                                             | 1996           | 343               |      |
| Shebenik-Jabllanicë                                                                                   | 2008           | 339,27            |      |
| Butrint                                                                                               | 2005           | 85,91             |      |
| Dajt                                                                                                  | 1966           | 330,00            |      |
| Divjakë-Karavasta                                                                                     | 2007           | 222,3             |      |
| Karaburun-Sazan                                                                                       | 2010           | 124,28            |      |
| Llogara                                                                                               | 1966           | 10,1              |      |
| Lurë-Mali i Dejës (samenvoeging en uitbreiding van Nationaal park Lurë en Nationaal Park Zall-Gjoçaj) | 2018           |                   |      |
| Mali i Tomorrit                                                                                       | 1996           | 247,23            |      |
| Prespa                                                                                                | 1999           | 27,75             |      |
| Qafë-Shtamë (Qafshtama)                                                                               | 1996           | 20                |      |
| Nationaal park Vjosa                                                                                  | 2023           | 127,27            |      |